# Хари Потер (филмски серијал)
Хари Потер (енгл. Harry Potter) је филмска серија базирана на истоименим романима Џ. К. Роулинг. Серију је дистрибуирао Warner Bros. и састоји се од осам фантастичних филмова, почевши са филмом Хари Потер и Камен мудрости (2001) и завршивши се са филмом Хари Потер и реликвије Смрти: Други део (2011). Спин-оф преднаставак серија која садржи три филма, почевши са филмом Фантастичне звери и где их наћи (2016), означавајући почетак заједничке медијске франшизе Чаробњачки свет.
Хари Потер и реликвије Смрти, седми и последњи роман у серији, адаптиран је у два дугометражна дела. Први део је објављен у новембру 2010. и Други део је објављен у јулу 2011.

## Филмови
| Филм                                    | Датум објављивања  | Редитељ        | Сценариста       | Продуцент(и)                                |
| --------------------------------------- | ------------------ | -------------- | ---------------- | ------------------------------------------- |
| Хари Потер и Камен мудрости             | 16. новембар 2001. | Крис Коламбус  | Стив Кловис      | Дејвид Хејман                               |
| Хари Потер и Дворана тајни              | 15. новембар 2002. | Крис Коламбус  | Стив Кловис      | Дејвид Хејман                               |
| Хари Потер и затвореник из Аскабана     | 31. мај 2004.      | Алфонсо Куарон | Стив Кловис      | Дејвид Хејман, Крис Коламбус и Марк Редклиф |
| Хари Потер и Ватрени пехар              | 18. новембар 2005. | Мајк Њувел     | Стив Кловис      | Дејвид Хејман                               |
| Хари Потер и Ред феникса                | 11. јул 2007.      | Дејвид Јејтс   | Мајкл Голденберг | Дејвид Хејман и Дејвид Барон                |
| Хари Потер и Полукрвни Принц            | 15. јул 2009.      | Дејвид Јејтс   | Стив Кловис      | Дејвид Хејман и Дејвид Барон                |
| Хари Потер и реликвије Смрти: Први део  | 19. новембар 2010. | Дејвид Јејтс   | Стив Кловис      | Дејвид Хејман, Дејвид Барон и Џ. К. Роулинг |
| Хари Потер и реликвије Смрти: Други део | 15. јул 2011.      | Дејвид Јејтс   | Стив Кловис      | Дејвид Хејман, Дејвид Барон и Џ. К. Роулинг |